# Grønlands Landsråd
Grønlands Landsråd („Grönlands Landesrat“) war das Parlament der Kolonielandesteile Nordgrönland und Südgrönland von 1911 bis 1950, sowie der Kolonie Grönland von 1950 bis 1953 und des Reichsbestandteils Grönland in den Jahren 1953 bis 1979. Der nordgrönländische Landesrat hatte seinen Sitz in Qeqertarsuaq und der südgrönländische in der heutigen Hauptstadt Nuuk. 1979 wurde es aufgelöst und wurde durch das noch heute bestehende Inatsisartut ersetzt.

## Geschichte
Bis 1950 wurden die Landesratsmitglieder durch eine indirekte Wahl von den Gemeinderatsmitgliedern gewählt. Die meiste Zeit waren nur Männer wahlberechtigt. Das Frauenwahlrecht wurde 1948 eingeführt. Ab 1925 durften alle männlichen Bewohner Grönlands, also auch ansässige Dänen, sich zur Landesratswahl aufstellen lassen, während zuvor nur Grönländer Mitglied des Landesrats werden konnten. Von diesem Recht machten mit Morten P. Porsild, Axel Laurent-Christensen, Jørgen Borchersen und Kaj Narup insgesamt vier Dänen Gebrauch. Trotz der Einführung des Frauenwahlrechts wurde bis 1979 mit Elisabeth Johansen nur eine einzige Frau zur Landesrätin gewählt.
Die gewählten Landesräte trafen sich bis 1962 einmal im Jahr und danach zweimal pro Jahr, wobei jede Legislaturperiode vier bis acht Sitzungen umfasste. Gewählt wurde somit zuerst meist alle sechs, später alle vier Jahre. Außerhalb der Reihe fanden 1935, 1942 und 1944 keine Sitzung statt, dafür aber 1959 zwei. Der Vorsitz des Landesrats oblag von 1911 bis 1924 den beiden Inspektoren, anschließend den beiden Landsfogedern bzw. ab 1950 dem gemeinsamen Landshøvding Grönlands, bis der Landesrat 1967 von Landshøvding Niels Otto Christensen veranlasst einen Landesratsvorsitzenden aus den eigenen Reihen wählen durfte. Die einzigen beiden solchen Landesratsvorsitzenden waren die beiden Cousins Erling Høegh (1967–1970) und Lars Chemnitz (1971–1978).
Während der Einfluss des Landesrats anfangs noch eher gering war, so stieg er später stark an. So mussten Entscheidungen bezüglich Grönlands, die der Landesrat vorgeschlagen hatte, zuerst noch von der dänischen Regierung genehmigt werden. In späterer Zeit, etwa nach der Dekolonialisierung, wurde von der Regierung Veranlasstes nur noch dann ausgeführt, wenn der Landesrat diesem zugestimmt hatte.
Die Kandidaten der Landesratswahlen waren Einzelkandidaten, bis in den späten 1960er Jahren erstmals parteiähnliche Wahlbündnisse gegründet wurden, allen voran die Jäger- und Fischervereinigung KNAPK und Grønlands Arbejder Sammenslutning. Erst zur ersten Wahl zum Inatsisartut, das 1979 infolge der Hjemmestyre eingeführt wurde, traten echte Parteien an.

## Landesratswahlkreise
Beide Landesräte waren in Wahlkreise unterteilt. Der nordgrönländische Landesrat bestand aus zwölf Wahlkreisen und der südgrönländische Landesrat aus elf Wahlkreisen:
- 1. nordgrönländischer Landesratswahlkreis
- 2. nordgrönländischer Landesratswahlkreis
- 3. nordgrönländischer Landesratswahlkreis
- 4. nordgrönländischer Landesratswahlkreis
- 5. nordgrönländischer Landesratswahlkreis
- 6. nordgrönländischer Landesratswahlkreis
- 7. nordgrönländischer Landesratswahlkreis
- 8. nordgrönländischer Landesratswahlkreis
- 9. nordgrönländischer Landesratswahlkreis
- 10. nordgrönländischer Landesratswahlkreis
- 11. nordgrönländischer Landesratswahlkreis
- 12. nordgrönländischer Landesratswahlkreis
- 1. südgrönländischer Landesratswahlkreis
- 2. südgrönländischer Landesratswahlkreis
- 3. südgrönländischer Landesratswahlkreis
- 4. südgrönländischer Landesratswahlkreis
- 5. südgrönländischer Landesratswahlkreis
- 6. südgrönländischer Landesratswahlkreis
- 7. südgrönländischer Landesratswahlkreis
- 8. südgrönländischer Landesratswahlkreis
- 9. südgrönländischer Landesratswahlkreis
- 10. südgrönländischer Landesratswahlkreis
- 11. südgrönländischer Landesratswahlkreis

Im gesamtgrönländischen Landesrat gab es ursprünglich dreizehn Wahlkreise. Mit der Eingliederung von Nord- und Ostgrönland stieg die Zahl auf sechzehn an:
- 1. grönländischer Landesratswahlkreis
- 2. grönländischer Landesratswahlkreis
- 3. grönländischer Landesratswahlkreis
- 4. grönländischer Landesratswahlkreis
- 5. grönländischer Landesratswahlkreis
- 6. grönländischer Landesratswahlkreis
- 7. grönländischer Landesratswahlkreis
- 8. grönländischer Landesratswahlkreis
- 9. grönländischer Landesratswahlkreis
- 10. grönländischer Landesratswahlkreis
- 11. grönländischer Landesratswahlkreis
- 12. grönländischer Landesratswahlkreis
- 13. grönländischer Landesratswahlkreis
- 14. grönländischer Landesratswahlkreis
- 15. grönländischer Landesratswahlkreis
- 16. grönländischer Landesratswahlkreis

## Mitglieder der Landesräte
- Liste der Mitglieder des 1. grönländischen Landesrats (1911–1917)
- Liste der Mitglieder des 2. grönländischen Landesrats (1917–1923)
- Liste der Mitglieder des 3. grönländischen Landesrats (1923–1927)
- Liste der Mitglieder des 4. grönländischen Landesrats (1927–1933)
- Liste der Mitglieder des 5. grönländischen Landesrats (1933–1939)
- Liste der Mitglieder des 6. grönländischen Landesrats (1939–1945)
- Liste der Mitglieder des 7. grönländischen Landesrats (1945–1951)
- Liste der Mitglieder des 8. grönländischen Landesrats (1951–1955)
- Liste der Mitglieder des 9. grönländischen Landesrats (1955–1959)
- Liste der Mitglieder des 10. grönländischen Landesrats (1959–1963)
- Liste der Mitglieder des 11. grönländischen Landesrats (1963–1967)
- Liste der Mitglieder des 12. grönländischen Landesrats (1967–1971)
- Liste der Mitglieder des 13. grönländischen Landesrats (1971–1975)
- Liste der Mitglieder des 14. grönländischen Landesrats (1975–1979)